# Mosquiter gorjaclar
El mosquiter gorjaclar (Phylloscopus subaffinis) és una espècie d'ocell de la família dels fil·loscòpids (Phylloscopidae). Es troba a la Xina, Laos, Myanmar, Tailàndia i Vietnam. Els seus hàbitats principals són els boscos temperats, els matollars temperats i les praderies i matollars tropicals i subtropicals secs. El seu estat de conservació es considera de risc mínim.